# مشاية

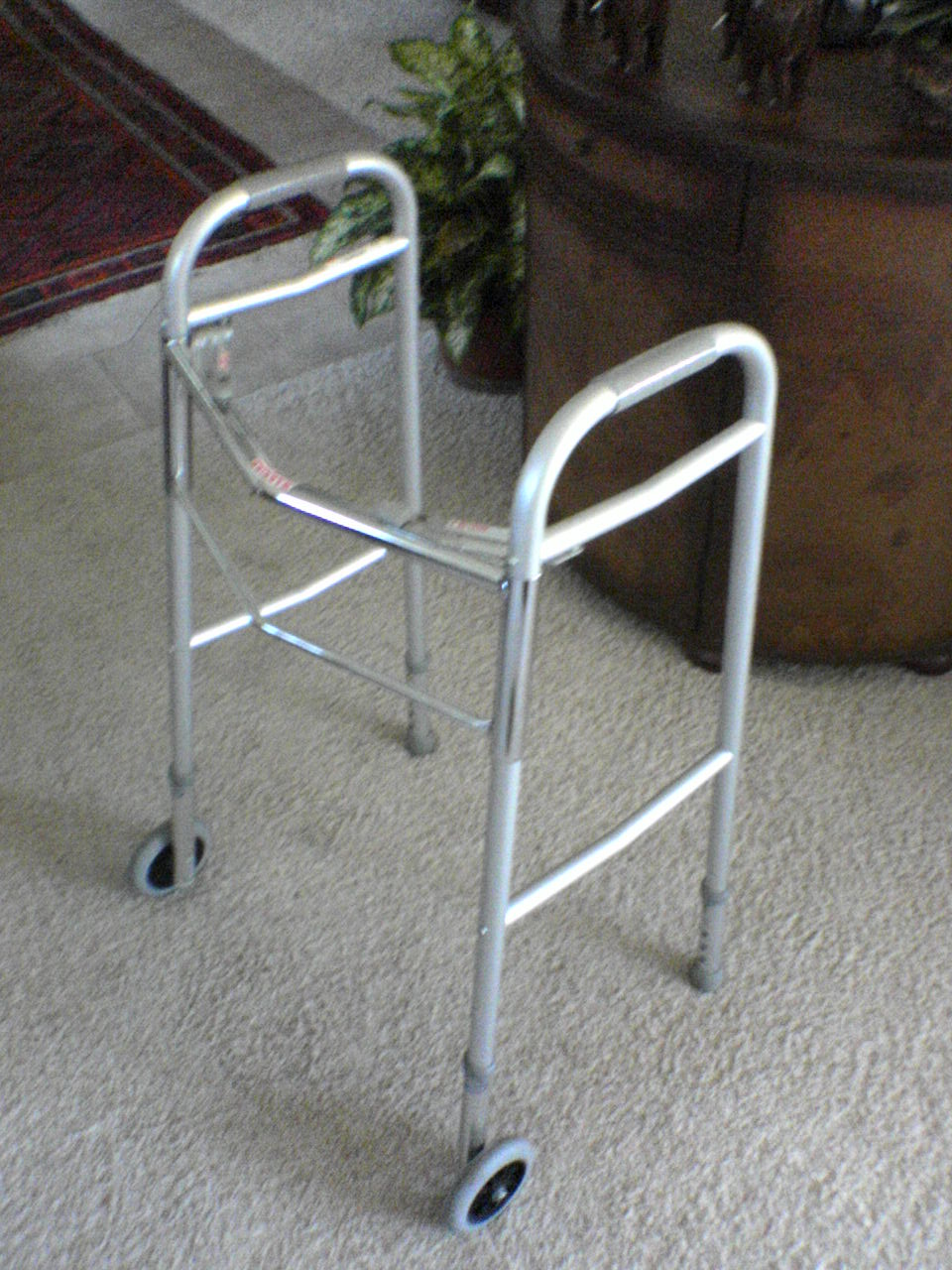
مشاية ذات عجلات أمامية

المشاية ووكر (walker بالإنجليزية الأمريكية الشمالية) أو إطار المشي (walking frame بالإنجليزية البريطانية) هي أداة توفر الدعم للحفاظ على التوازن أو الثبات أثناء المشي وغالبًا ما يكون ذلك بسبب إعاقة الحركة المرتبطة بالعمر بما في ذلك الضعف. ومن المصطلحات الشائعة الأخرى للمشاية "زيمر" (إطار) وهي علامة تجارية عامة لشركة "زيمر بيوميت" وهي شركة كبرى لتصنيع هذه الأجهزة وقطع غيار المفاصل. تحتوي إطارات المشي على عجلتين أماميتين كما تتوفر مشايات بعجلات بثلاث أو أربع عجلات تُعرف أيضًا باسم "المشايات الدوارة".
بدأت المشايات بالظهور في أوائل خمسينيات القرن العشرين. مُنحت أول براءة اختراع أمريكية عام 1953 لويليام كريبس روب من ستريتفورد في المملكة المتحدة لجهاز يُسمى "مساعد المشي" والذي قُدِّم إلى مكتب براءات الاختراع البريطاني في أغسطس 1949. مُنحت نسختان بعجلات براءتي اختراع أمريكيتين في مايو 1957 وحصل إلمر إف. ريس من سينسيناتي بأوهايو على براءة اختراع أول تصميم بدون عجلات يُسمى "مشاية" عام 1965. وحصل ألفريد إيه. سميث من فان نويس بكاليفورنيا على براءة اختراع أول مشاية تُشبه المشايات الحديثة عام 1970.

## التصميم
يتكون التصميم الأساسي من إطار خفيف الوزن يصل ارتفاعه إلى الخصر تقريبًا أي ما يعادل 12 بوصة (30 سم).  بعمق وعرض أعرض قليلاً من المستخدم. وتتوفر المشايات أيضًا بأحجام أخرى مثل مقاس الأطفال (للأطفال) أو مقاس السمنة (للأشخاص الذين يعانون من السمنة المفرطة). إن المشايات الحديثة قابلة لتعديل الارتفاع ويجب ضبطها على ارتفاع مريح للمستخدم مع الحفاظ على انحناء طفيف في ذراعيه. وهذا الانحناء ضروري لضمان تدفق الدم بوجه صحيح عبر الذراعين أثناء استخدام المشاية. كما قد تحتوي الأرجل الأمامية للمشاية على عجلات أو لا تحتوي عليها وذلك حسب قوة وقدرات الشخص الذي يستخدمها. من الشائع أيضًا رؤية عجلات دوارة أو انزلاقات على الأرجل الخلفية للمشاية ذات العجلات الأمامية، بالإضافة إلى ذلك تُستخدم منتجات اللباد المجهزة للانزلاق مع الأرجل مثل الأقدام اللاصقة وكرات التنس المحفورة فيها ثقوب لوضعها على الأرجل على أسطح مثل الأرضيات الخشبية الصلبة والإيبوكسي والمشمع الشائعة في المؤسسات.

## الاستخدام

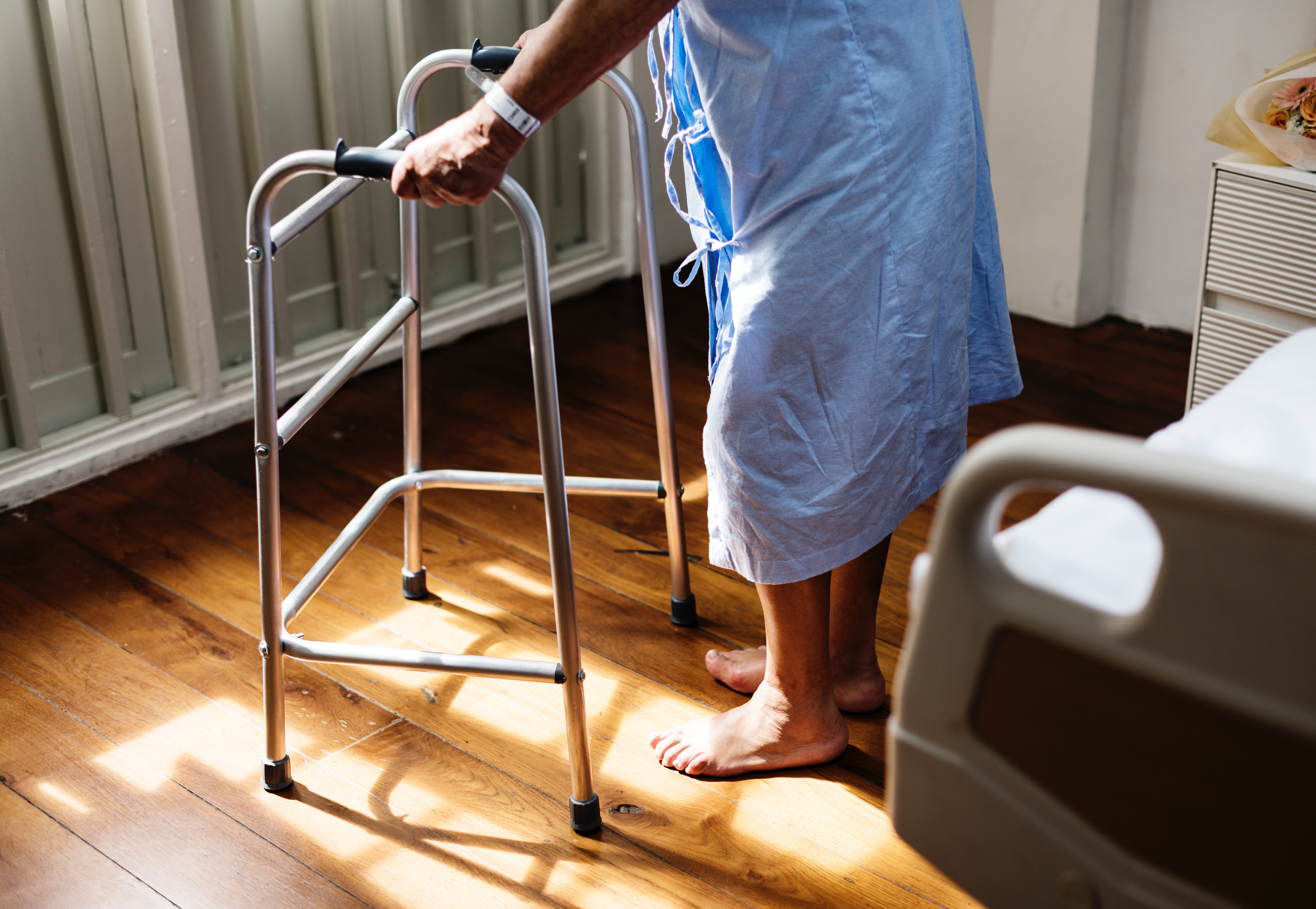
امرأة تدعم وزنها باستخدام إطار المشي بدون عجلات

يمشي الشخص مع إطار يحيط بمقدمته وجوانبه وتوفر يديه دعمًا إضافيًا معن طريق التمسك بأعلى جوانب الإطار. تقليديًا يُحمل المشاية ويُوضع على مسافة قصيرة أمام المستخدم. ثم يمشي المستخدم إليها ويكرر العملية. باستخدام العجلات والانزلاقات يمكن للمستخدم دفع المشاية للأمام بدلًا من رفعها. فهذا يُسهّل استخدام المشاية حيث لا يتطلب من المستخدم استخدام ذراعيه لرفعها. وهذا مفيد لمن يعانون من ضعف في قوة الذراع.
غالبًا ما يستخدم المشاية المتعافين من إصابات في الساق أو الظهر. كما يستخدمها أيضًا من يعانون من مشاكل في المشي أو مشاكل طفيفة في التوازن.
من هذه الأجهزة أيضاً جهاز نصفي ووكر وهو جهاز يبلغ حجمه نصف حجم جهاز المشي التقليدي تقريباً وهو مُصمم ليستخدمه الأشخاص الذين يعانون من ضعف في مهارة اليد أو الذراع. إن هذه الأجهزة أكثر ثباتاً من العكاز الرباعي (عكاز ذو أربع نقاط تلامس الأرض على عكس العكاز ذو النقطة الواحدة) ولكن لا يُنصح باستخدامه بنفس القدر الذي يُنصح به للعكاز التقليدي لمن يستطيعون استخدامه.

## عصا المشي الهجينة

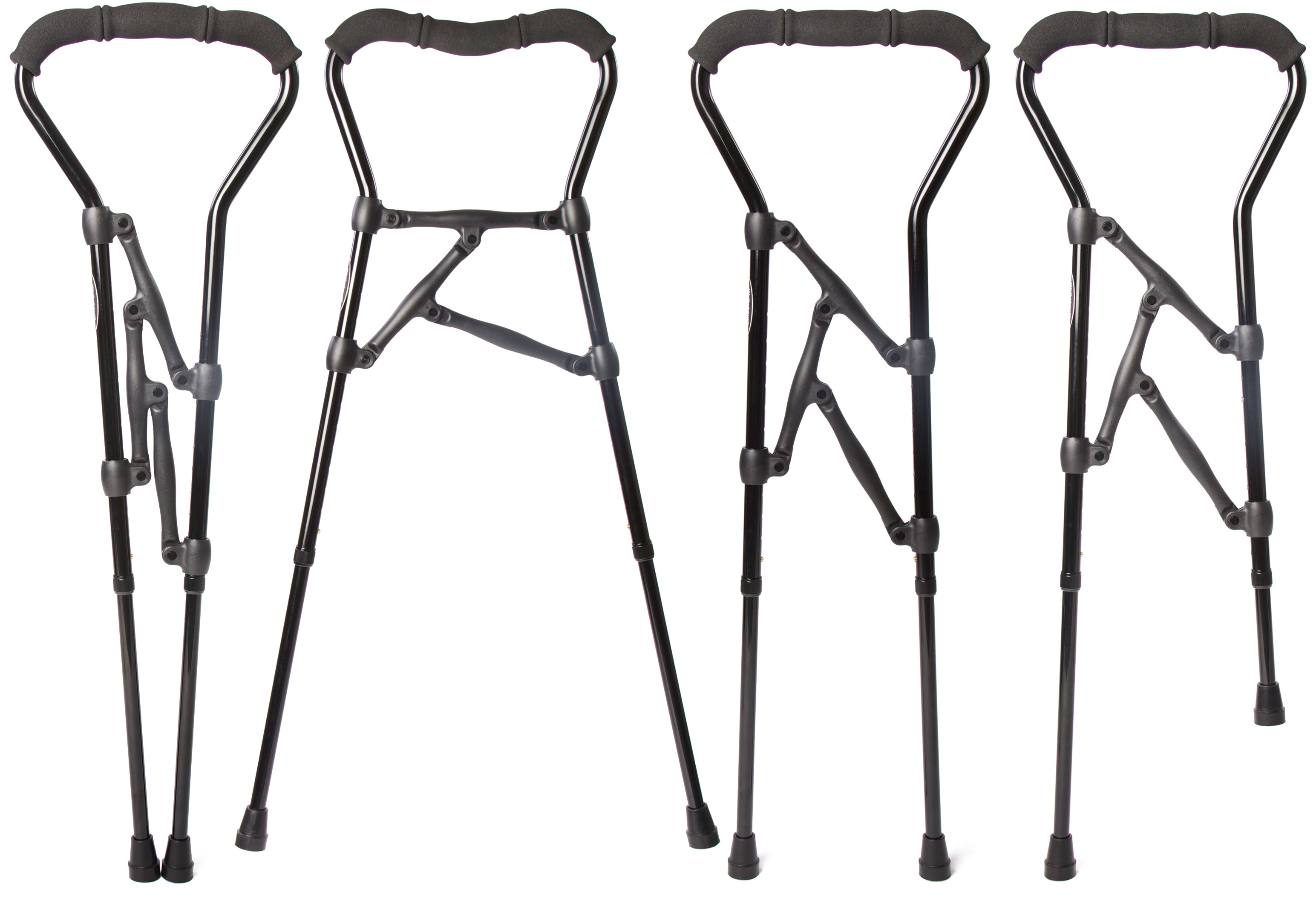
عصا مشي هجينة قابلة للتعديل لأربعة تكوينات

قدمت عصا هجينة للمشي في عام 2012 مصممة لسد الفجوة بين العصا المساعدة والمشاية. حيث تحتوي العصا الهجينة على ساقين توفران دعمًا جانبيًا (من جانب إلى جانب) وهو ما لا توفره العصا. يمكن استخدامها بكلتا اليدين أمام المستخدم على غرار المشاية وتوفر مستوى متزايدًا من الدعم مقارنة بالعصا. يمكن تعديلها للاستخدام بيد واحدة أو اثنتين في الأمام وعلى الجانب بالإضافة إلى مساعد صعود الدرج. لم تصمم الهجينة لتحل محل المشاية التي تحتوي عادةً على أربع أرجل وتوفر دعمًا رباعي الاتجاهات باستخدام كلتا اليدين.

## رولاتورز "المشايات"
النهج المختلف للمشاية هو الرولاتور ذات العجلات والتي اخترعتها السويدية آينا ويفالك في عام 1978. كانت ويفالك مصابة بشلل الأطفال. ومع أنها كانت في الأصل لاسم تجاري إلا أن الرولاتور "المشاية ذات العجلات" أصبحت علامة تجارية عامة للمشايات ذات العجلات في العديد من البلدان وهي أيضًا النوع الأكثر شيوعًا من المشايات في العديد من البلدان الأوروبية.
تتكون الرولاتور من هيكل بثلاث أو أربع عجلات كبيرة ومقود ومقعد مدمج يسمح للمستخدم بالتوقف والراحة عند الحاجة. وغالبًا ما تكون الرولاتورز مزودة بسلة تسوق. وتتميز الرولاتور عادةً بتطورها مقارنةً بالمشايات التقليدية ذات العجلات. فهي قابلة لتعديل ارتفاعها وخفيفة الوزن لكنها في الوقت نفسه أكثر متانة من المشايات التقليدية. المقود مزود بفرامل يدوية يمكن رفعها أو دفعها للأسفل لإيقاف الرولاتور فورًا. كما يمكن استخدام الفرامل في مناورة المشاية، فبالفرملة على جانب واحد مع تدوير الرولاتور نحوه يمكن تحقيق نصف قطر دوران أضيق بكثير.
أظهرت دراسة أُجريت في العقد الأول من القرن الحادي والعشرين زيادةً في استخدام الرولاتورز بين الشباب "الذين عادةً ما يكونون في الثلاثينيات من عمرهم والذين يُرسون معيار جديد للمشي بين الشباب". وخلص الباحثون إلى أن هذا قد يُساعد في تخفيف الوصمة الاجتماعية المرتبطة باستخدام الرولاتورز حاليًا.

فازت النسخة النرويجية الصنع من عربة ويفالك بجائزة رد دوت دزاين لعام 2011 في فئة "علوم الحياة والطب". تنطبق المعايير الأوروبية لمساعدات المشي EN ISO 11199-2:2005 على عربات المشي وإطارات المشي.

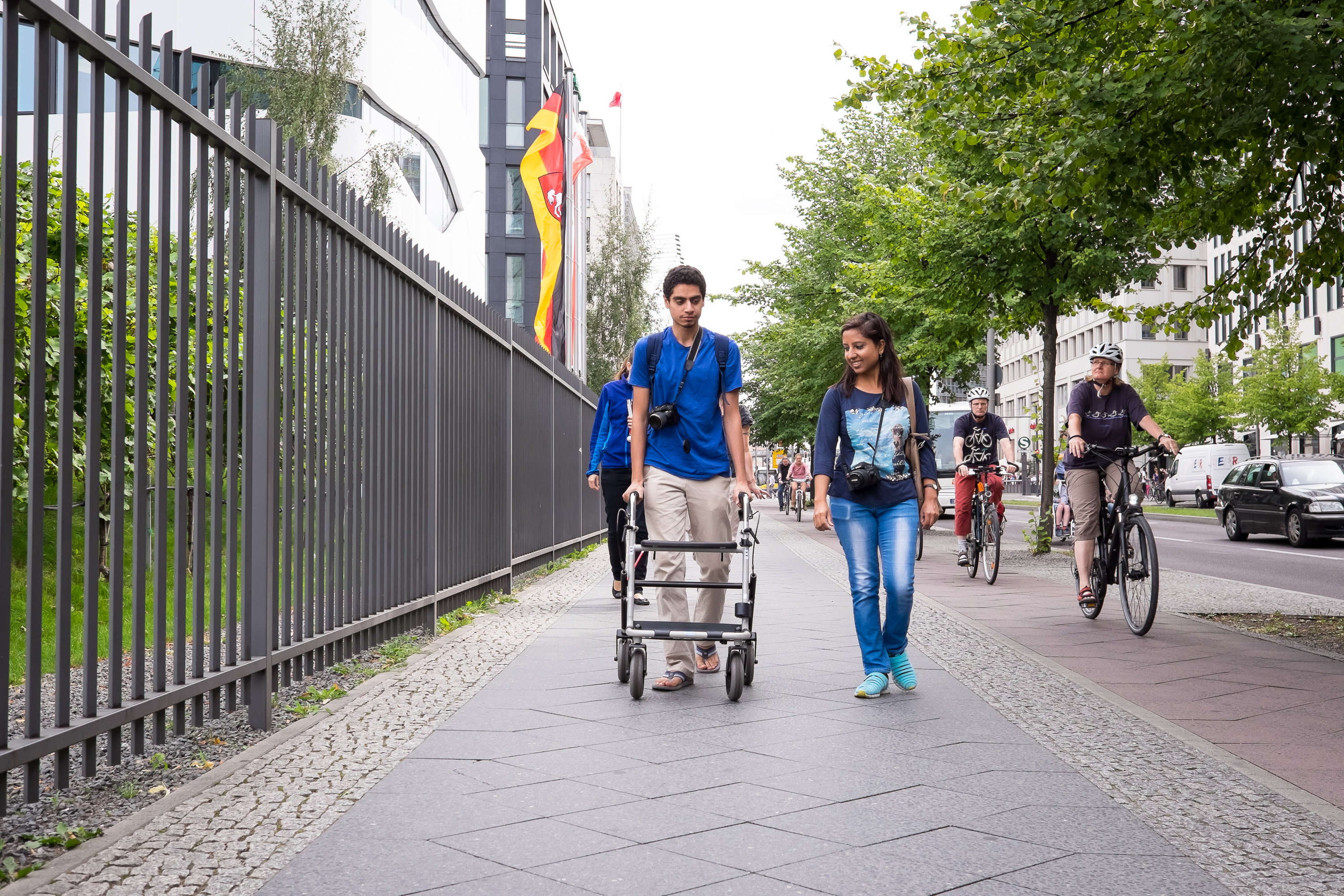
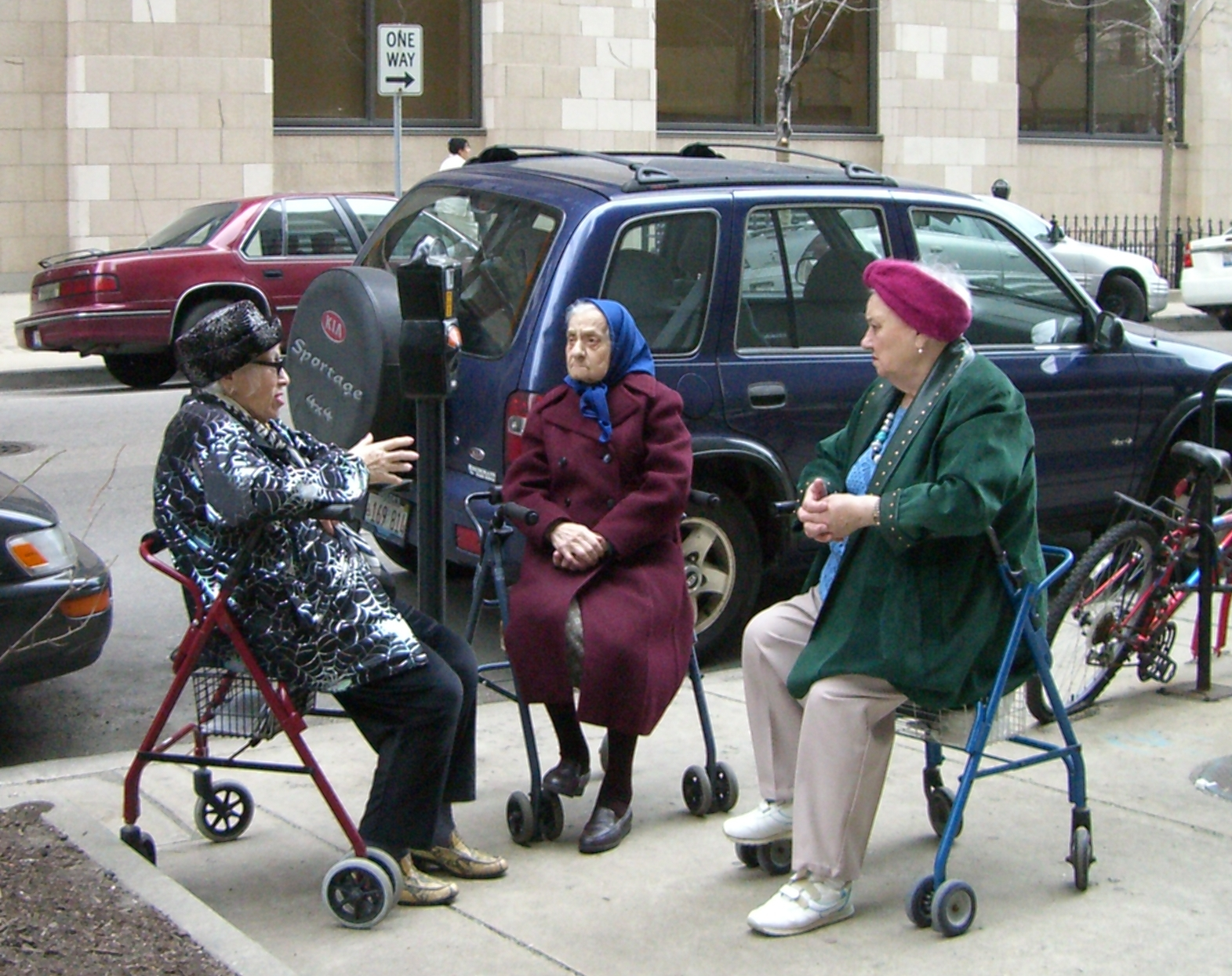
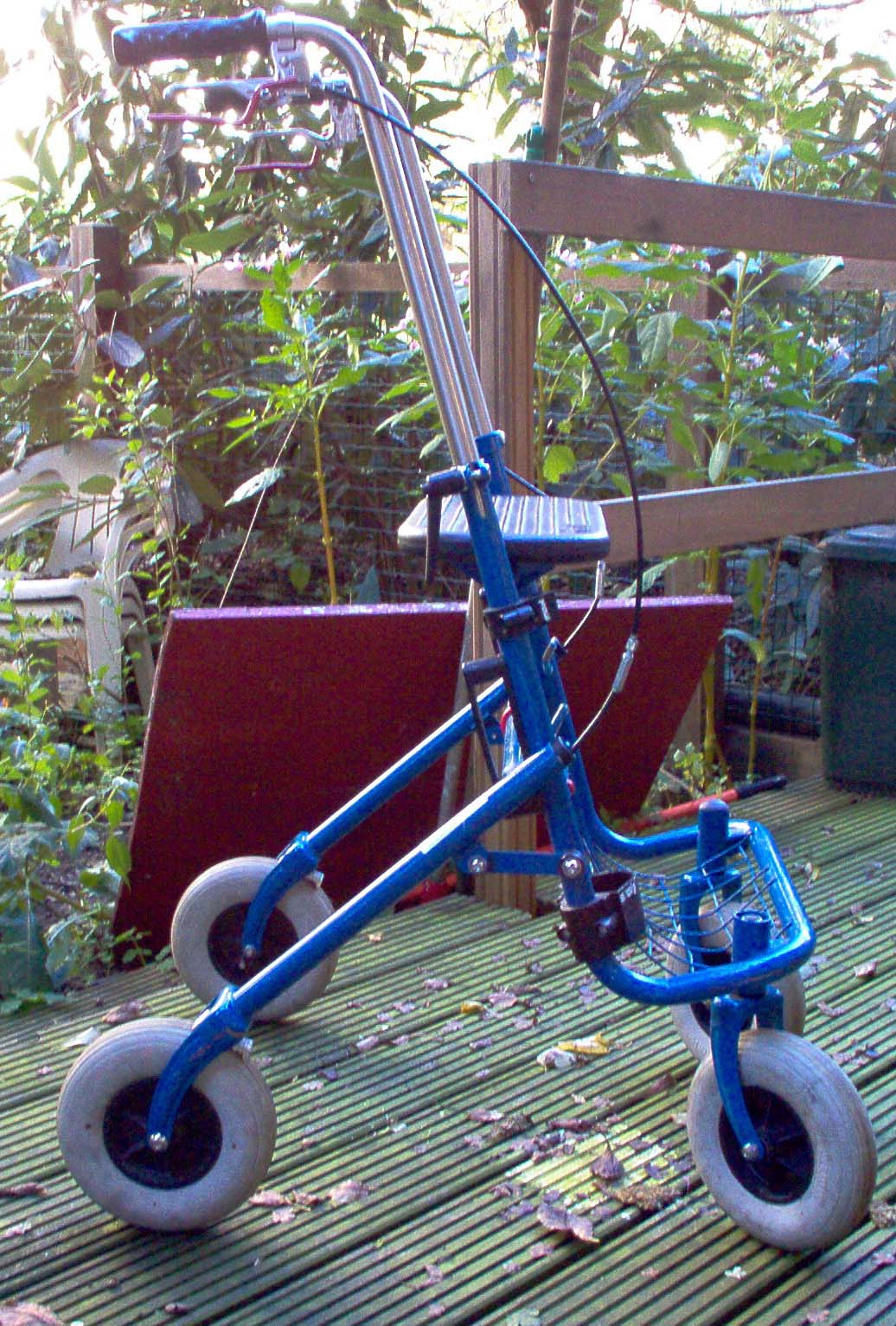
الرولاتور عربة المشي الأصلية مع فرامل يدوية ومقعد مدمج ولكن بدون سلة تسوق
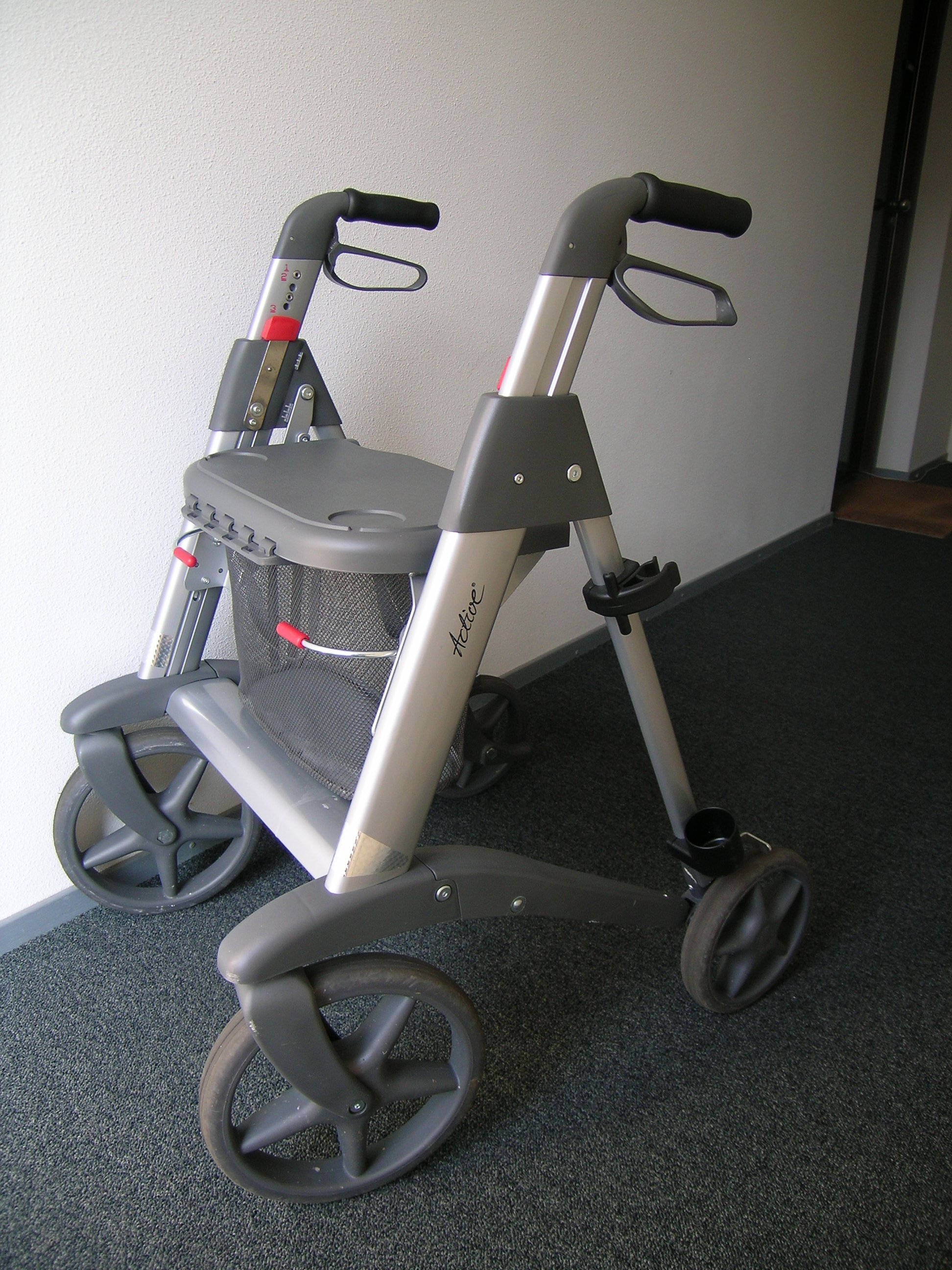
نسخة لاحقة من الرولاتور عربة المشي حيث يعمل المقعد أيضًا كغطاء لسلة التسوق

## مشاية الكلب المعوق
يوفر هذا النوع من المشايات الدعم والثبات للكلاب مع تمكينها من الاعتماد جزئيًا على أرجلها الخلفية ومواصلة استخدامها. وهو مناسب للكلاب التي تعاني من مشاكل في الحركة بأرجلها الخلفية (أو عدم ثباتها). كما يساعدها على تمرين أرجلها الخلفية ويمكن أن يساعد في الحفاظ على أي حركة جزئية متبقية لديها أو في بعض الحالات تحسينها.

## روابط خارجية
- طبيب العائلة الأمريكي، ١٥ أغسطس ٢٠١١: أجهزة مساعدة لكبار السن، نسخة محفوظة 26 يونيو 2015 على موقع واي باك مشين. تم استرجاعها في ٢٠١٢-٠٣-٠٣
- Mayo Clinic - عرض شرائح: نصائح لاختيار واستخدام المشايات. تم الاسترجاع في 2012-03-03
- حقائق عن المشايات - موقع معلومات كندي غير ربحي حول المشايات والمشايات. نسخة محفوظة 27 فبراير 2024 على موقع واي باك مشين. تاريخ الاسترجاع: 2012-03-03
- أرشيف الطب الفيزيائي وإعادة التأهيل، المجلد 86، يناير 2005: أجهزة مساعدة للتوازن والحركة، تاريخ الاسترجاع: 2012-03-03